# مطلع مائل
في علم الفلك، المَطْلَع المائل أو الصعود المائل لجرم سماوي، كان يطلق عليه مَطَالِع البلد ومَطَالِع المساكن ومَطَالِع الفلك المائل أو مطالع الأفق المائل في عصر الحضارة الإسلامية، يُشار إليه بـ OA (بالإنجليزية: Oblique ascension)‏، هو قوس من خط الاستواء السماوي بين أول الحمل (نقطة الاعتدال الربيعي) ونقطة خط الاستواء السماوي التي تطلع في نفس وقت طلوع الجرم السماوي.

## المطلع المائل والمطلع المستقيم
المطلع المائل والمطلع المستقيم لهما نفس الأصل: أول الحمل، وكلاهما يقيس قوسًا من خط الاستواء السماوي انطلاقًا من هذا الأصل.